# Johannes Hirt
Johannes Hirt (* 27. April 1859 in Worms; † 30. Oktober 1917 in Karlsruhe) war ein deutscher Bildhauer.

## Leben
Johannes Hirt studierte bei Fritz Schaper an der Berliner Kunstakademie. Er arbeitete an der Schnitzereischule in Furtwangen, ehe er nach Karlsruhe zog, wo er mit Adolf Heer arbeitete. Zeitweise lebte und arbeitete Hirt auch in Worms.

## Werke
Hirt schuf etwa den Hygieia-Brunnen vor dem Vierordtbad in Karlsruhe, außerdem die Figuren der Badenia und der Fidelitas sowie die Giebelreliefs am Karlsruher Rathaus. Die beiden überlebensgroßen und je rund 2 Tonnen schweren allegorischen Figuren, die Hirt nach einem im Jahr 1897 ausgeschriebenen Wettbewerb zur Fassadengestaltung des Rathauses geschaffen hatte und die im Jahr 1900 am Treppenaufgang zum Rathaus aufgestellt worden waren, wurden im Jahr 1940 als Metallspenden im Zuge des Zweiten Weltkriegs abgebaut und eingeschmolzen.
An der Gestaltung des 1897 eingeweihten Denkmals für Kaiser Wilhelm I. von Adolf Heer war Hirt ebenfalls beteiligt. Seine Figur der Muse Klio wurde wie die drei weiteren Begleitfiguren am Denkmalssockel im Zweiten Weltkrieg eingeschmolzen, allerdings ist von ihr ein Gipsmodell in Privatbesitz erhalten.
Aus dem Jahr 1905 stammt die Galvanoplastik Hagen schleudert den Nibelungenhort in den Rhein (kurz Hagendenkmal) in Worms, aus dem Jahr 1906 das Hochrelief Siegfried tötet den Drachen am Wormser Festspielhaus. Vorbild für die Figur des Hagen, wie Hirt sie für Worms schuf, war möglicherweise eine Version von Julius Schnorr von Carolsfeld. Bis 1932 stand die Figur im Wormser Wäldchen, dann wurde sie auf die Nachbildung des Fundaments eines Rheinkrans an ihren heutigen Standort versetzt.
Hirt entwarf für die Württembergische Metallwarenfabrik (WMF) Grabmalfiguren für die Serienproduktion als Galvanoplastiken. Erhalten geblieben ist etwa ein Exemplar des Modells 774a auf dem Ohlsdorfer Friedhof in Hamburg: Familiengrabstätte Schrader/Prediger (1899). Individuell gestaltete er mit Heer die Reliefs auf den Grabsteinen von Frieda und Wilhelm Blos auf dem Hauptfriedhof Karlsruhe. Sein Porträtmedaillon des Wilhelm Blos aus dem Jahr 1896 wurde allerdings entfernt, als das Grab umgenutzt wurde.

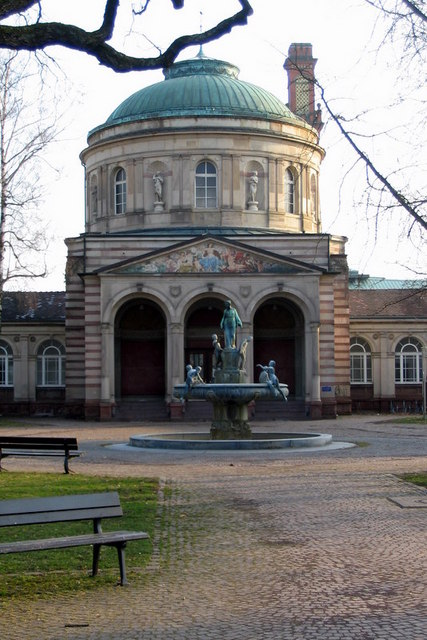
Hygieia-Brunnen vor dem Vierordtbad in Karlsruhe
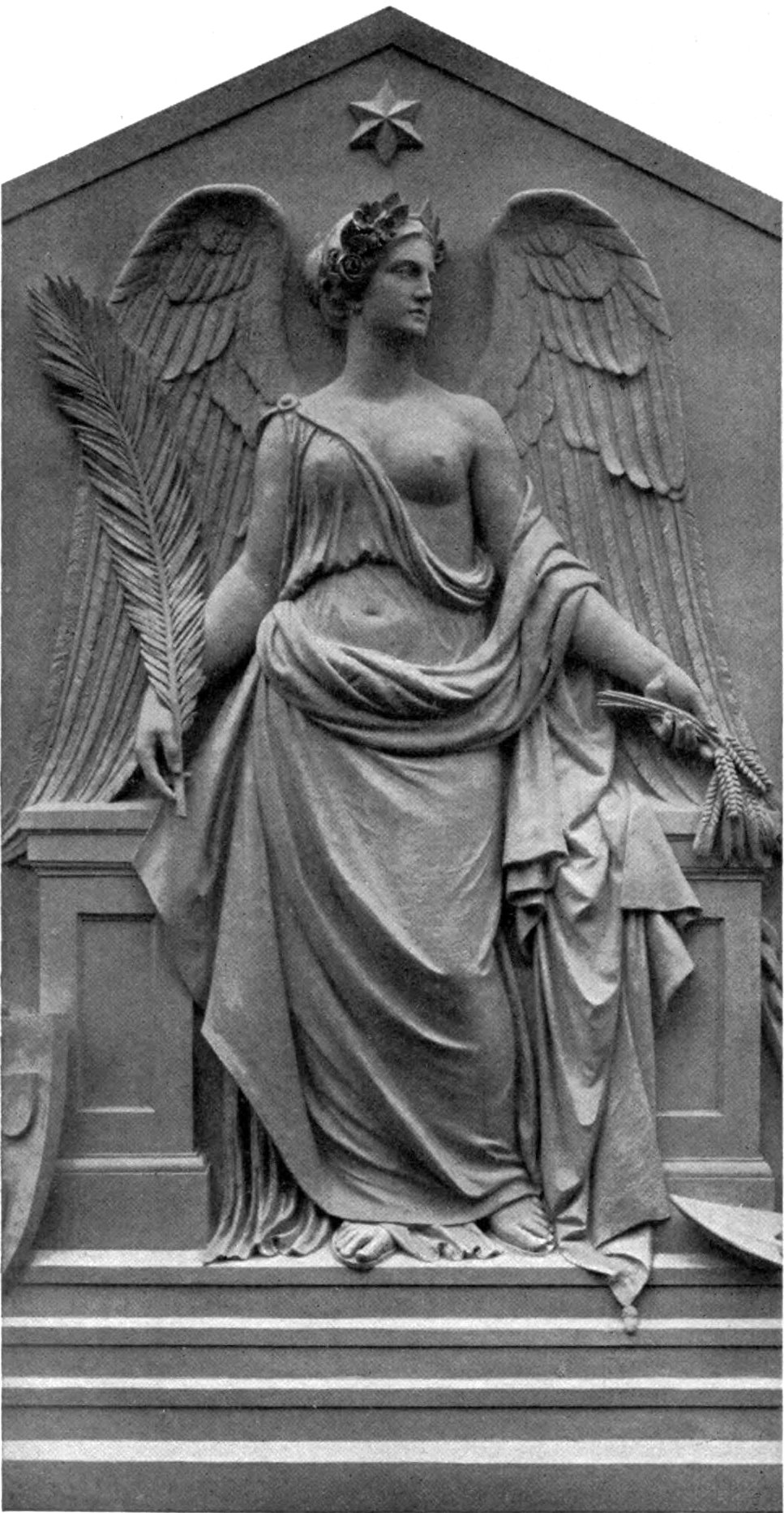
Halbrelief-Figur am Giebel des Karlsruher Rathauses
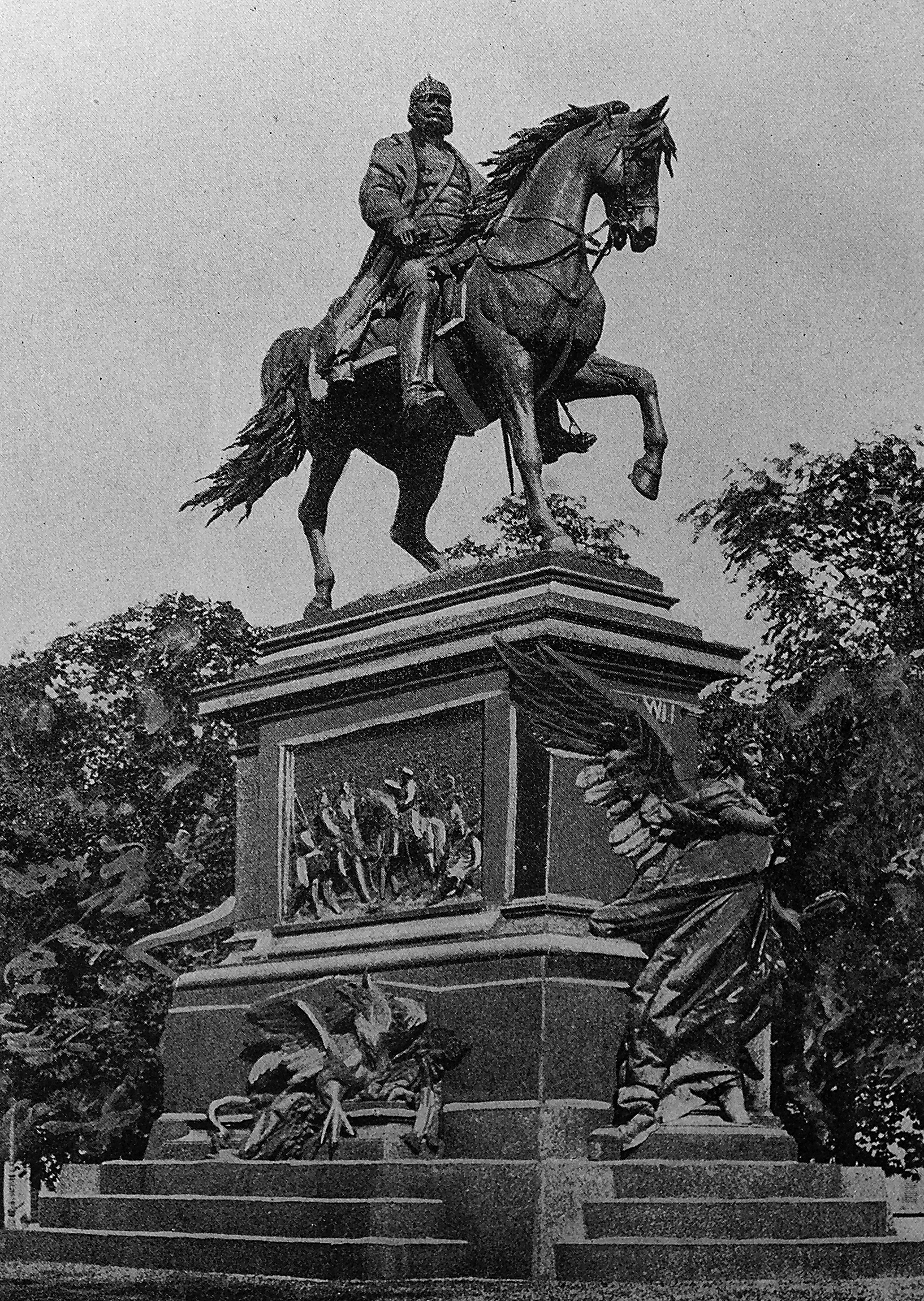
Kaiser-Wilhelm-Denkmal in Karlsruhe
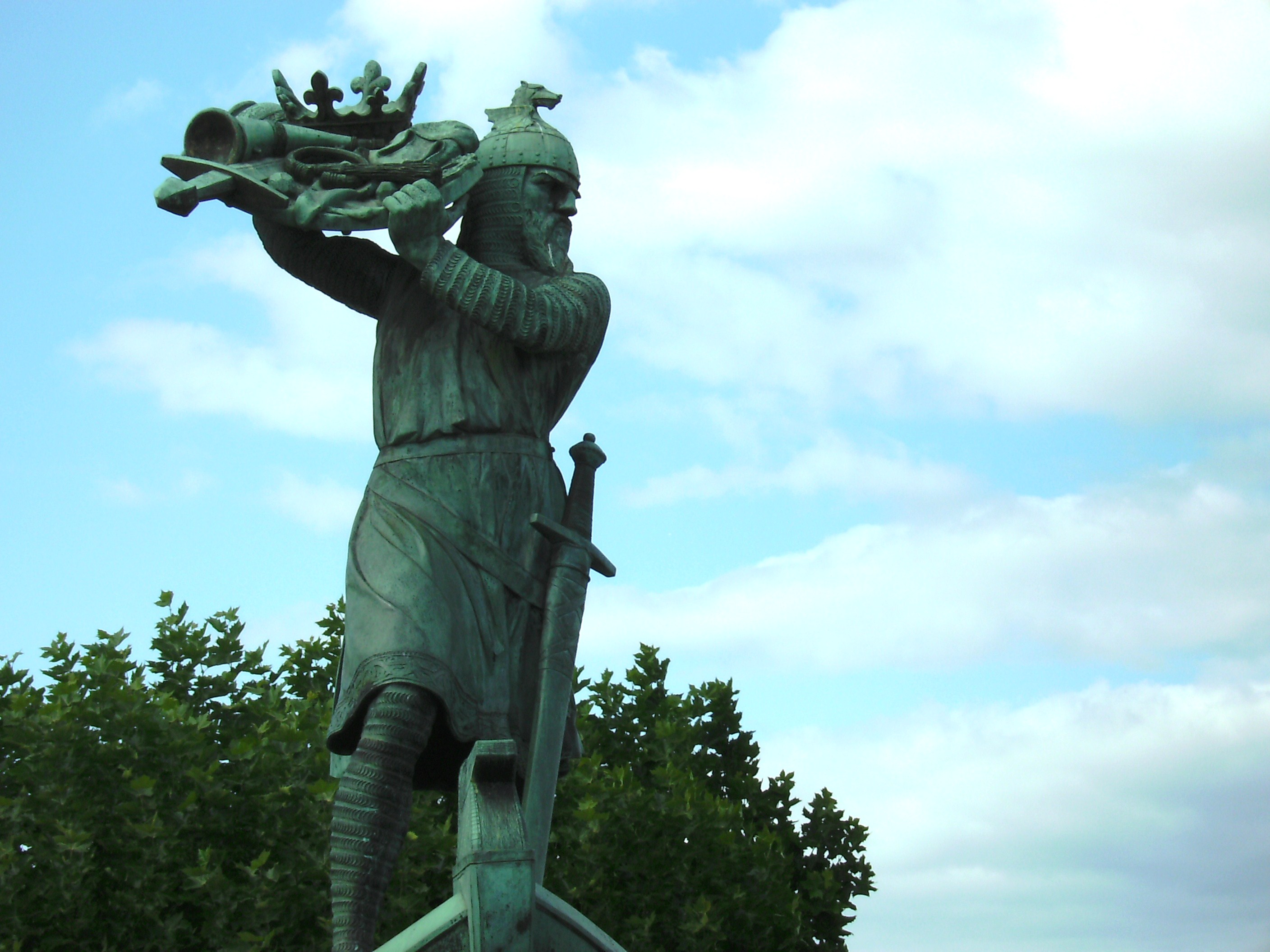
Hagen-Denkmal in Worms
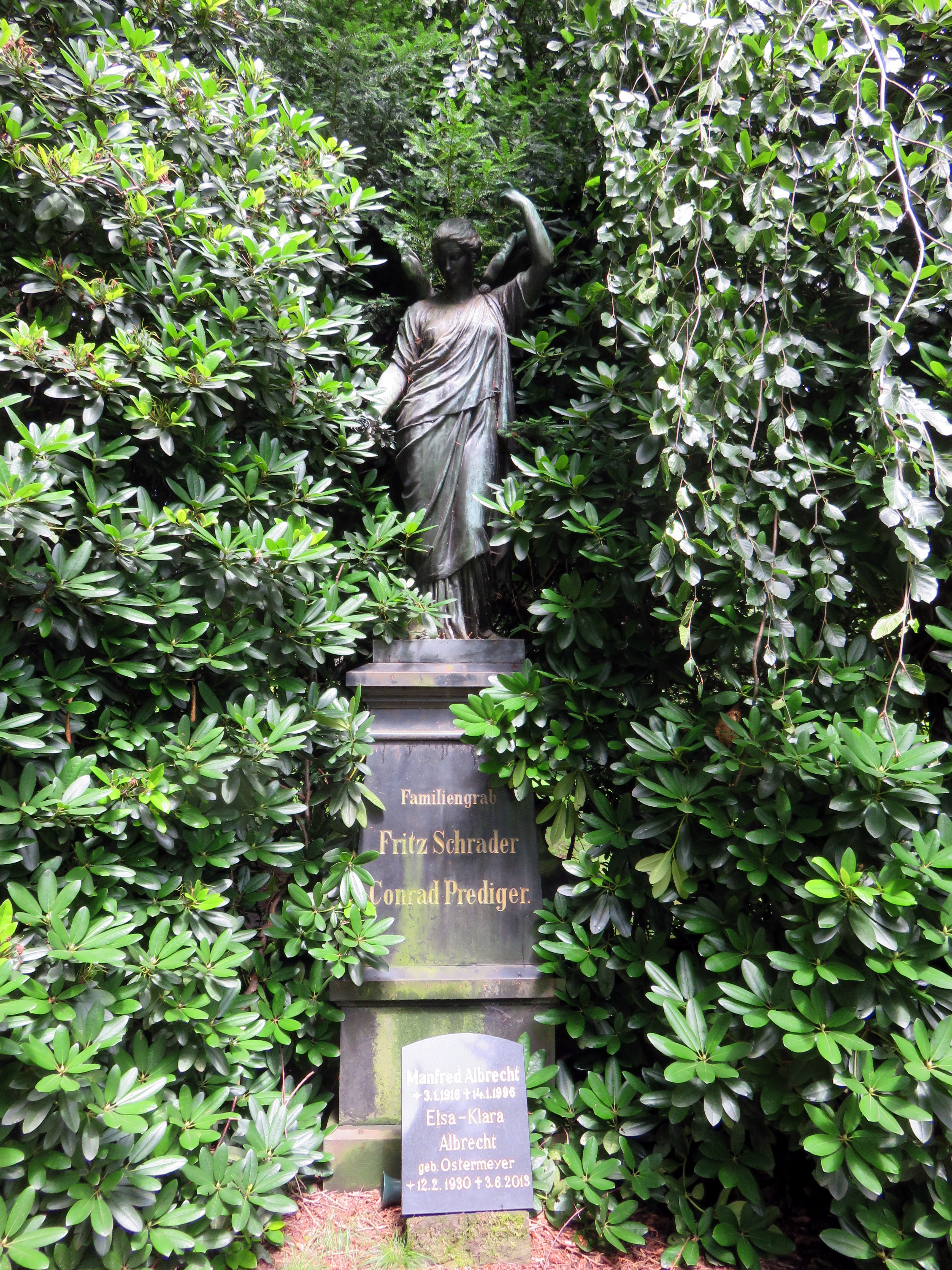
Grab Schrader/Prediger, Friedhof Ohlsdorf